# Gateway Geyser

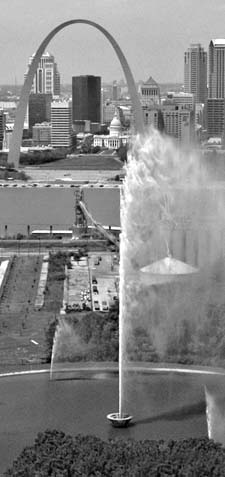
Vista do Gateway Geyser com o Gateway Arch ao fundo, do outro lado do rio.

O Gateway Geyser é uma fonte localizada na orla do Rio Mississípi no parque Malcolm W. Martin Memorial em East St. Louis, no estado americano de Illinois, em frente do Gateway Arch, situado no outro lado do rio, em St. Louis, Missouri.  A fonte joga água a uma altura de aproximadamente 630 ft (192 m). O Gateway Geyser é uma contraparte ao igualmente alto Arco no lado da orla em Missouri. Quatro fontes menores representam os quatro rios que convergem em St. Louis e East St. Louis.

## Projeto e realização

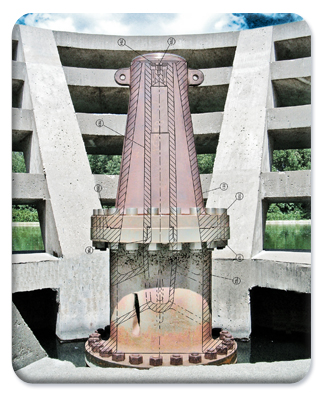
Desenho técnico superposto à fotografia do bico do Gateway Geyser.

Para completar a visão de um memorial em cada lado do Rio Mississípi, o Gateway Geyser foi projetado e construído pela Hydro Dramatics, sediada em St. Louis. Foi concluído em 1995 a um custo de quatro milhões de dólares. Três bombas de 800 hp (600 kW) alimentam a fonte, jorrando 8 000 galões americanos de água por minuto (equivalentes a 504 L/s) a uma velocidade de 250 ft/s (274 km/h. A fonte possui um impulso axial de 103 000 libras-força (460 kN); a água é jorrada do bico de 6 pés de altura (1,8 m a uma pressão de 550 pés por polegada quadrada (3,8  MPa).
Em 17 de junho de 2005, a propriedade do Gateway Geyser  e seu terreno envoltório de 34 acres (14 ha) foi transferido à Metro East Park and Recreation District. A fonte agora funciona como pedra angular para o Malcolm W. Martin Memorial Park, aberto oficialmente em junho de 2009.
O Gateway Geyser foi iluminado pela primeira vez em 28 de outubro de 2005, na celebração dos 40 anos do Gateway Arch em St. Louis.
Em 26 de setembro de 2006, foi iniciada a obra do parque em torno da fonte. A plataforma de 40 ft (12,2 m) oferece uma visão panorâmica do Gateway Geyser, do Rio Mississippi River, do arco de St. Louis e do skyline. Foi aberto na primavera de 2008.
O gêiser artificial faz três erupções programadas diariamente no período entre 1 de abril a 31 de outubro. Cada erupção dura 10 minutos, se o vento e as condições meteorológicas permitirem, ficando desativado de novembro a março.